# اورونامين سي

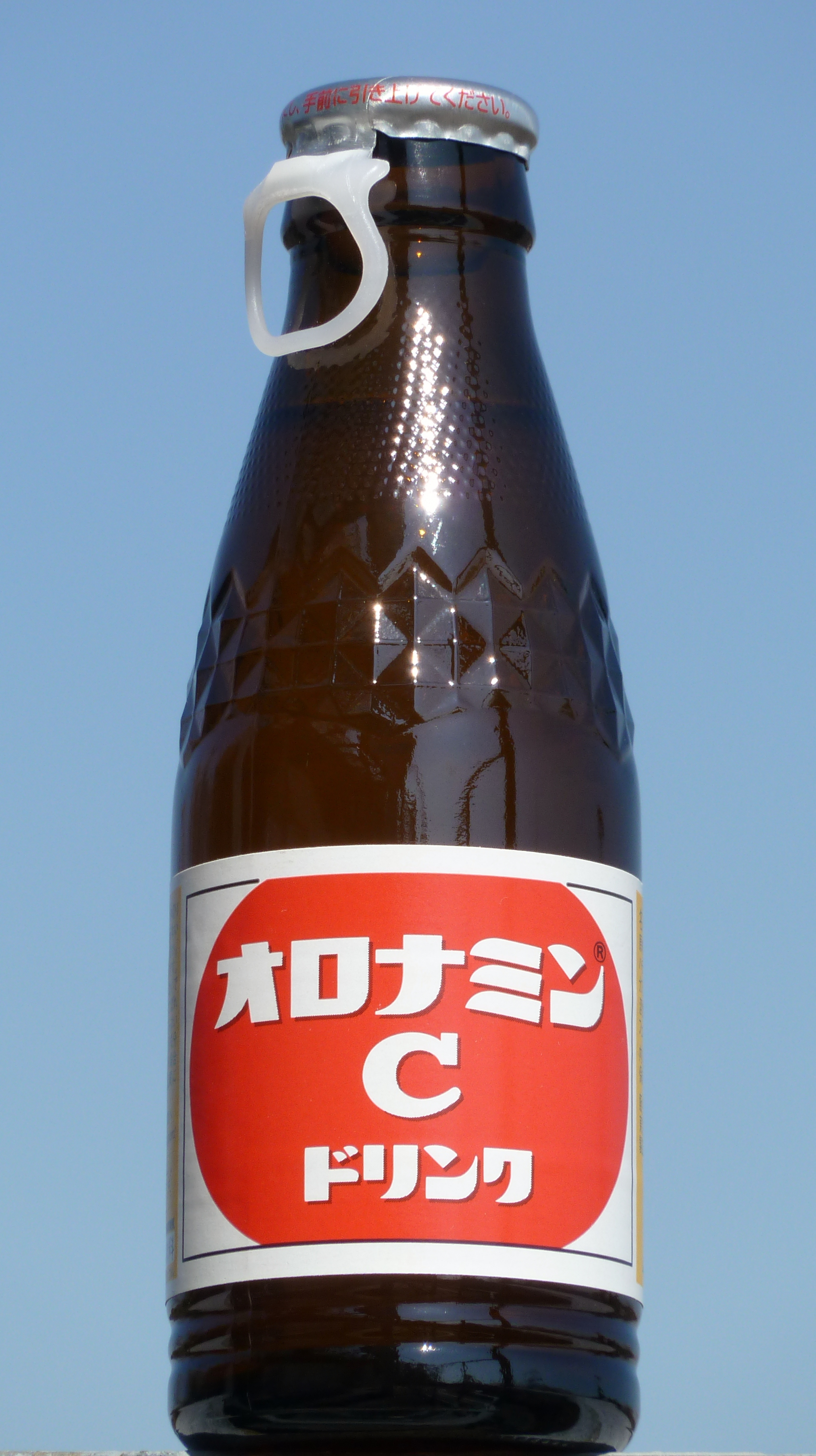
زجاجة اورونامين سي

اورونامين سي (オロナミンCドリンク, Oronamin Shī Dorinku)؛ مشروب غازي من إنتاج شركة اوتسوكا فودز المحدودة، اليابان. المكون الرئيسي للمشروب هو فيتامين سي.
تم تقديم اورونامين سي؛ في فبراير 1965، وتم بيعه في البداية كمشروب صحي طبي مع إضافة الكربونات في عبوة زجاجية سعة 120 مل مختومة بغطاء زجاجة. يحتوي على إيزوليوسين والعديد من الأحماض الأمينية الأساسية الأخرى بالإضافة إلى العديد من الفيتامينات مثل فيتامين B2 وفيتامين B6 وفيتامين C. وهو متوفر ليس فقط في محلات السوبر ماركت والمتاجر الصغيرة في اليابان، ولكن أيضا متوفر في مقر شركة Otsuka Pharmaceutical Co، ومنافذ آلات البيع الذاتي. تم استبدال غطاء الزجاجة لفترة وجيزة بغطاء زجاجة لولبي، ولكن بعد انتشار الذعر خلال الثمانينيات بشأن عدد كبير من المشروبات المعبأة في زجاجات مختومة مسمومة، تم استبدال هذا الغطاء اللولبي بـ «غطاء السحب» لمرة واحدة، والذي لا يمكن إعادة ختمه بعد الفتح. كتب ناشط رعاية الأطفال Osamu Mizutani (水 谷 修 Mizutani Osamu، من مواليد 8 مايو 1956) أن أغطية البراغي السابقة سمحت للأفراد بوضع مخفف الطلاء ثم إعادة ختم الزجاجات.
في عام 2000، تم تقديم منتج Oronamin C Royal Polis (オ ロ ナ ミ ン C ロ イ ヤ ル ポ リ ス ، Oronamin Shī Roiyaru Porisu)؛ المشروب يحتوي على مستخلصات غذاء ملكات النحل والبروبوليس.
قدمت وزارة الصحة والرعاية الاجتماعية اليابانية دعوى أدت إلى الحكم بأن اورونامين سي لا يمكن وصفه كمشروب صحي طبي. كان هذا وقتًا عصيبًا لشركة Otsuka Pharmaceutical، ولكن سرعان ما أصبح إعلان Genki hatsuratsu (元 気 ハ ツ ラ ツ) التلفزيوني الذي ظهر فيه الممثل الكوميدي كون أومورا (大村 崑 Ōmura Kon)، ليصبح اورونامين سي المشروب الصحي الأكثر مبيعًا في اليابان.
في الماضي، أدخلت العديد من الشركات المتنافسة مشروبات صحية مماثلة في محاولة لإسقاط الاحتكار في السوق، ولكن حتى الآن، لم ينجح أي منها.